# Рёгле
«Рё́гле» (швед. Rögle BK) — шведский хоккейный клуб из города Энгельхольм. С сезона 2012-13, выступает в Шведской элитной серии — высшем дивизионе чемпионата Швеции.

## История
Хоккейный клуб «Рёгле-Бендиклуб» был основан в 1932 году как клуб по хоккею с мячом. В 1948 году клуб стал чемпионом провинции Сконе по бенди. Команда хоккея с шайбой играла в высшей шведской лиге с 1966 по 1996 и с 1992 по 1996. После 12 лет выступления во второй лиге в 2008 году «Рёгле» вернулся в элиту шведского хоккея, заняв второе место в переходном турнире. Сезон 2008/09 клуб начал хорошо — после 18 туров «Рёгле» шёл вторым, уступая первенство «Линчёпингу». Тем не менее, в итоге команда заняла 11 место в лиге, но сохранила прописку в высшей лиге в переходном турнире. В сезоне 2009/10 «Рёгле» занял последнее место в лиге, и по итогам переходного турнира вылетел в низшую лигу. Возвращение клуба в элиту состоялось в 2012 году, но «Рёгле» снова не удержался в ШХЛ. Два года клуб выступал во второй лиге, в сезоне 2015/16 вновь выступает в шведской лиге.
Регулярный чемпионат ШХЛ сезона 2019/20 годов клуб закончил на третьем месте. Следующий год выдался для команды ещё более продуктивным — 2 место в «регулярке» и серебро по итогам плей-офф.
Регулярный чемпионат 2021/22 «Рёгле» закончил в статусе победителя, но вылетел в полуфинале плей-офф. В этом же сезоне команда дебютировала в Хоккейной Лиге чемпионов, где стала победителем, обыграв в финале финский клуб «Таппара».

## Достижения
- Победитель Хоккейной Лиги чемпионов: 2022.